# Anthony Perkins
Anthony Perkins (New York, 4 april 1932 – Los Angeles, 12 september 1992) was een Amerikaans acteur, het meest bekend van zijn rol als Norman Bates in Alfred Hitchcocks Psycho.

## Biografie
Perkins was de zoon van acteur Osgood Perkins, die stierf toen Perkins vijf jaar oud was. Hij begon op vijftienjarige leeftijd met acteren. Begin jaren vijftig ging hij naar het Rollins College, Florida. Zijn eerste film was The Actress uit 1953, waarin hij naast Spencer Tracy en Jean Simmons een hoofdrol speelde. Hij was toen 21 jaar oud. Hierna ging hij studeren aan de Columbia-universiteit. Later acteerde hij zowel in televisiedrama's als op Broadway, waarin hij onder andere te zien was in Tea and Sympathy. Voor zijn rol in Friendly Persuasion van William Wyler uit 1956 werd hij genomineerd voor een Oscar voor beste mannelijke bijrol. Het jaar daarop speelde hij honkbalster Jimmy Piersall in Fear Strikes Out.
Perkins ging zich specialiseren in neurotische, vreemde jongemannen. In 1960 speelde hij de zachtaardige moteleigenaar Norman Bates, die zich zou ontpoppen tot een psychopathische seriemoordenaar, in Psycho van Alfred Hitchcock. De film was wereldwijd een groot succes en de rol zou zijn hele leven aan Perkins blijven kleven. Om te ontsnappen aan typecasting vertrok hij in de jaren zestig naar Europa, waar hij een succesvolle carrière zou opbouwen. Hier was hij onder andere te zien in Orson Welles' versie van Franz Kafka's Het proces, Le Procès uit 1963.
Eind jaren zestig keerde hij terug naar Amerika om te spelen in films als Pretty Poison (1968) en Catch-22 (1970). Ook speelde hij in de bewerking van het Nederlandse boek Twee Vrouwen. In 1983 keerde hij opnieuw terug naar de rol die hem beroemd had gemaakt met Psycho II. Hij zou de rol opnieuw spelen in Psycho III (1986), die hij tevens regisseerde, en Psycho IV: The Beginning (1990).
Waarschijnlijk liep Perkins rond het filmen van Psycho III het hiv-virus op. Perkins kreeg pas in 1990 officieel te horen dat hij seropositief was. Hij moest het vernemen via een artikel in roddelblad The National Enquirer, dat illegaal en zonder zijn medeweten een bloedmonster van hem had getest op het virus. Perkins stierf op zestigjarige leeftijd aan een door aids veroorzaakte longontsteking.
Hij was van 1973 tot zijn dood in 1992 getrouwd met Amerikaans fotografe en model Berry Berenson, de zus van actrice Marisa Berenson en kleindochter van modeontwerpster Elsa Schiaparelli. Ze kregen samen twee kinderen, acteur en regisseur Oz Perkins (geboren in 1974) en muzikant Elvis Perkins (geboren in 1976). Zijn vrouw Berry was een van de slachtoffers van de terroristische aanslagen van 11 september 2001. Zij was een van de passagiers van American Airlines vlucht 11, die die dag de noordelijke toren van het World Trade Center binnenvloog.
In 1995 verscheen zijn biografie Anthony Perkins: A Haunted Life, geschreven door Ronald Bergan. Het jaar daarna verscheen een tweede biografie, Anthony Perkins: Split Image (Alyson Books, 1996), geschreven door Charles Winecoff.

## Filmografie
- The Actress (1953) – Fred Whitmarsh
- Armstrong Circle Theatre (televisieserie) – rol onbekend (afl. "The Fugitive", 1954)
- The Man Behind the Badge (televisieserie) – rol onbekend (afl. "The East Baton Rouge Story", 1954)
- Kraft Television Theatre (televisieserie) – rol onbekend (afl. "The Missing Years", 1954)
- The Man Behind the Badge (televisieserie) – Pedro (afl. "The Case of the Narcotics Racket", 1954)
- General Electric Theater (televisieserie) – West Wind (afl. "Mr. Blue Ocean", 1955)
- Kraft Television Theatre (televisieserie) – rol onbekend (afl. "Home Is the Hero", 1956)
- Studio One (televisieserie) – Clyde Smith (afl. "The Silent Gun", 1956)
- Front Row Center (televisieserie) – Dexter Green (afl. "Winter Dreams", 1956)
- Goodyear Television Playhouse (televisieserie) – Joey (afl. "Joey", 1956)
- Friendly Persuasion (1956) – Josh Birdwell
- Fear Strikes Out (1957) – Jimmy Piersall (ouder)
- The Lonely Man (1957) – Riley Wade
- The Tin Star (1957) – Sheriff Ben Owens
- This Angry Age (1958) – Joseph Dufresne
- Desire Under the Elms (1958) – Eben Cabot
- The Matchmaker (1958) – Cornelius Hackl
- Green Mansions (1959) – Abel
- On the Beach (1959) – Lt. Cmdr. Peter Holmes, Royal Australian Navy
- Tall Story (1960) – Ray Blent
- Psycho (1960) – Norman Bates
- Goodbye Again (1961) – Philip Van der Besh
- Phaedra (1962) – Alexis
- Le couteau dans la praie (1962) – Robert Macklin
- Le Procès (1962) – Josef K.
- Le glaive et le balance (1963) – Johnny Parsons
- Une ravissante idiote (1964) – Harry Compton/Nicholas Maukouline
- The Fool Killer (1965) – Milo Bogardus
- Paris brûle-t-il? (1966) – Sergeant U.S./Sgt. Warren
- Evening Primrose (televisiefilm, 1966) – Charles Snell
- ABC Stage 67 (televisieserie) – Charles Snell (afl. "Evening Primrose", 1966)
- Le scandale (1967) – Christopher
- Play of the Month (televisieserie) – Tommy Turner (afl. "The Male Animal", 1968)
- Pretty Poison (1968) – Dennis Pitt
- Catch-22 (1970) – Kapelaan Capt. A.T. Tappman
- WUSA (1970) – Rainey
- How Awful About Allan (televisiefilm, 1970) – Allan
- La décade prodigieuse (1971) – Charles Van Horn
- Quelqu'un derrière la porte (1971) – Laurence Jeffries
- Play It As It Lays (1972) – B.Z.
- The Life and Times of Judge Roy Bean (1972) – Rev. Mr. LaSalle
- Lovin' Molly (1974) – Gid
- Murder on the Orient Express (1974) – Hector Willard MacQueen
- Mahogany (1975) – Sean McAvoy
- Saturday Night Live (televisieserie) – presentator (afl. "Anthony Perkins/Betty Carter", 1976)
- Remember My Name (1978) – Neil Curry
- First, You Cry (televisiefilm, 1978) – Arthur Heroz
- Les Miserables (televisiefilm, 1978) – Javert
- North Sea Hijack (1979) – Lou Kramer
- Winter Kills (1979) – John Cerruti
- Twee vrouwen (1979) – Alfred
- The Black Hole (1979) – Dr. Alex Durant
- Double Negative (1980) – Lawrence Miles
- The Sins of Dorian Gray (televisiefilm, 1983) – Henry Lord
- For the Term of His Natural Life (televisiefilm, 1983) – Rev. James North
- Psycho II (1983) – Norman Bates
- The Glory Boys (televisiefilm, 1984) – Jimmy
- Crimes of Passion (1984) – Rev. Peter Shayne
- Psycho III (1986) – Norman Bates (tevens regisseur)
- Napoleon and Josephine: A Love Story (miniserie, 1987) – Talleyrand
- Destroyer (1988) – Robert Edwards
- Edge of Sanity (1989) – Dr. Henry Jekyll/Jack 'The Ripper' Hyde
- Chillers (televisieserie) – presentator (1990)
- Daughter of Darkness (televisiefilm, 1990) – Anton/Prins Constantine
- I'm Dangerous Tonight (televisiefilm, 1990) – Prof. Buchanan
- Ghost Writer (televisiefilm, 1990) – Anthony Strack
- Un día es un día (televisieserie) – rol onbekend (afl. 18 oktober 1990)
- Psycho IV: The Beginning (televisiefilm, 1990) – Norman Bates
- Der Mann nebenan (1991) – Arthur Johnson
- Los gusanos no ilevan bufanda (1992) – Monteur
- In the Deep Woods (televisiefilm, 1992) – Paul Miller, P.I.